# Reiss-Engelhorn-Museen
Le Reiss-Engelhorn-Museen est un musée à Mannheim en Allemagne.
Il comprend 4 musées :
- le musée Zeughaus ;
- le musée des cultures du monde (Museum Weltkulturen) ;
- le musée Schillerhaus ;
- le musée Bassermannhaus.

et plusieurs instituts et centres de recherche.